# Werner Bartens

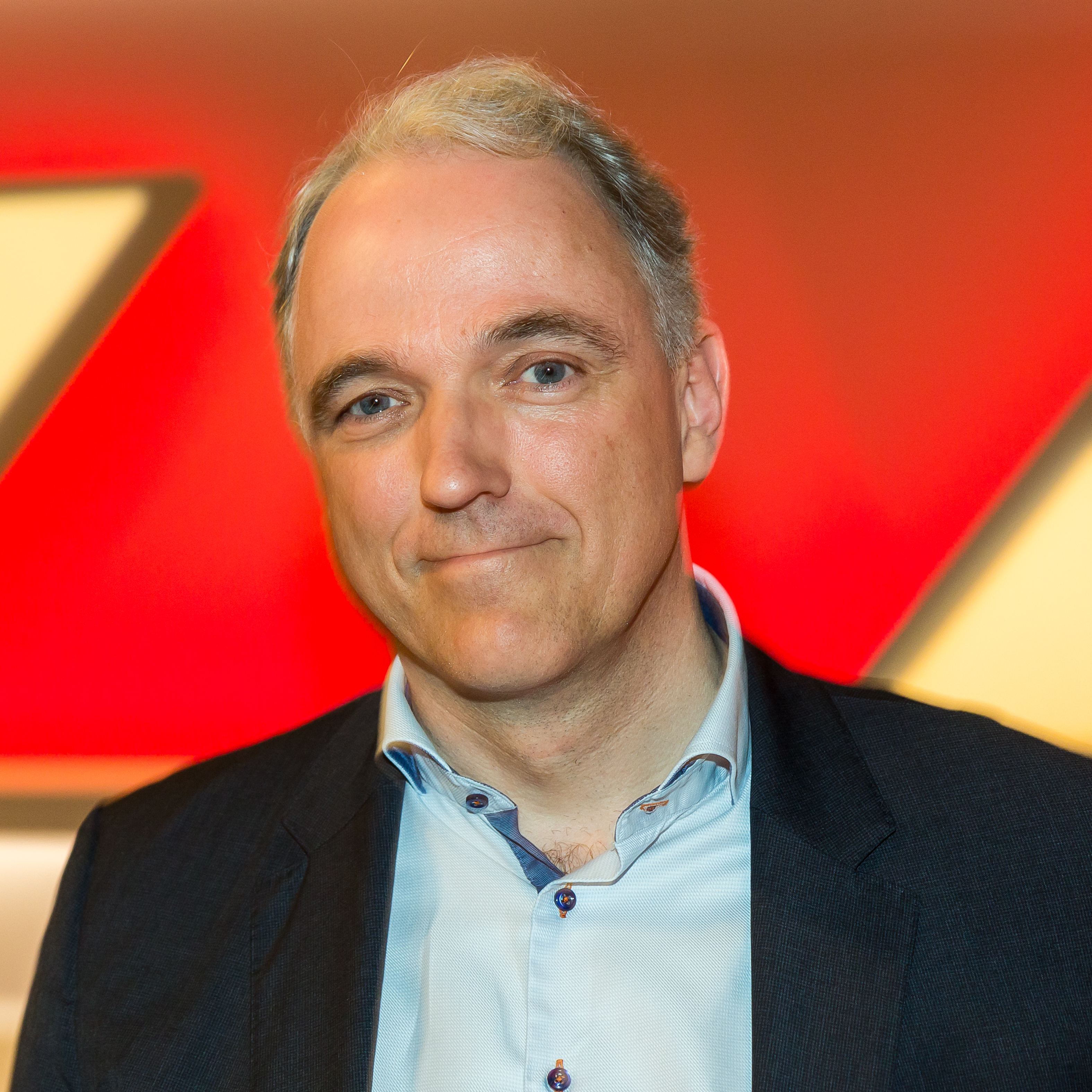
Werner Bartens, 2017

Werner Bartens (* 11. Juli 1966 in Göttingen) ist ein deutscher Arzt, Historiker, Wissenschaftsjournalist und Sachbuchautor.

## Werdegang
Werner Bartens wurde als zweites Kind von Werner Bartens und dessen Frau Luise, geb. Marienhagen, in Göttingen geboren und wuchs in Niedernjesa auf. Er besuchte die Grundschule in Reinhausen und anschließend das Hainberg-Gymnasium in Göttingen, an dem er 1985 das Abitur ablegte. Anschließend studierte Bartens von 1985 bis 1993 Medizin, Geschichte und Germanistik an den Universitäten Gießen, Freiburg, Montpellier und Washington D.C. Im Herbst 1988 absolvierte er eine Famulatur in der Notfallambulanz am Royal Infirmary in Cardiff (Wales); 1991 folgten Famulaturen an der Universitätsklinik Freiburg, am Urbankrankenhaus in Berlin und in der Kardiologie am Rehazentrum Bad Krozingen. 1992 legte er das US-amerikanische Staatsexamen in Medizin ab und war anschließend Forschungsstipendiat an den National Institutes of Health in Bethesda (Maryland). 1993 legte er an der Universität Freiburg auch das deutsche Staatsexamen in Medizin ab und wurde dort im selben Jahr bei Christoph Wanner mit einer Arbeit über Fettstoffwechselstörungen bei nephrotischem Syndrom unter besonderer Berücksichtigung des Lipoproteins(a) promoviert. In Freiburg folgte 1995 auch das Magisterexamen in Geschichte und Germanistik mit einer von Gerd Krumeich betreuten Arbeit über Rassentheorien im 19. und 20. Jahrhundert. Nach ärztlichen Tätigkeiten an den Universitätskliniken Freiburg und Würzburg Stipendiat am Max-Planck-Institut für Immunbiologie in der Arbeitsgruppe des Nobelpreisträgers Georges Köhler. Ab 1997 arbeitete Bartens als Buchautor, Übersetzer, freier Journalist und Redakteur für die Süddeutsche Zeitung, Die Zeit, Frankfurter Allgemeine Zeitung, die tageszeitung und die Badische Zeitung. Seit 2005 ist er als Redakteur im Wissenschaftsressort der Süddeutschen Zeitung tätig, seit 2008 als Leitender Redakteur.
Neben seiner journalistischen Tätigkeit veröffentlichte er zahlreiche Bücher mit einer Gesamtauflage von 1 Million Exemplaren, die bisher in 14 Sprachen übersetzt wurden. Einige von ihnen wie z. B. Körperglück, Das Ärztehasser-Buch oder Das Lexikon der Medizin-Irrtümer entwickelten sich innerhalb kurzer Zeit zu Bestsellern und standen teilweise monatelang auf den Bestsellerlisten. Für seine Publikationen wurde er mit zahlreichen Journalistenpreisen ausgezeichnet, mehrfach als Wissenschaftsjournalist des Jahres.
Einer breiteren Öffentlichkeit wurde er auch durch Auftritte in Talkshows im deutschen und österreichischen Fernsehen bekannt.
Bartens lebt in der Nähe von München.

## Auszeichnungen
- 1997: 1. Preis der Friedrich-Deich-Stiftung für Wissenschaftsjournalismus
- 2000: 1. Preis der Stiftung Gesundheit für Medizinjournalismus
- 2003: 2. Preis „Wissenschaftsbuch des Jahres“ (Kategorie: Das originellste Buch) für „Was hab ich bloß? Die besten Krankheiten der Welt“
- 2006: 1. Preis Publizistikpreis Orthopädie
- 2008: Einer der Journalisten des Jahres 2008 (Wahl des Medium Magazin)
- 2009: 1. Preis „Wissenschaftsjournalist des Jahres“
- 2010: 1. Preis Dr. Georg Schreiber-Medienpreis (bundesweiter Sonderpreis)
- 2012: 2. Preis „Wissenschaftsjournalist des Jahres“
- 2013: 1. Preis „Tönissteiner Medienpreis“
- 2017: 1. Preis „Medienpreis der Christoph Lohfert Stiftung“
- 2018: 1. Preis Journalistenpreis der Deutschen Gesellschaft der Plastischen, Rekonstruktiven und Ästhetischen Chirurgen (DGPRÄC)
- 2019: 1. Preis Human Award
- 2023: 1. Preis der Deutschen Gesellschaft für Kardiologie für Wissenschaftsjournalismus

## Publikationen (Auswahl)
- Fettstoffwechselstörungen bei Nephrotischem Syndrom unter besonderer Berücksichtigung des Lipoproteins(a). DNB 941116484 (Freiburg (Breisgau), Univ., Diss., 1993).
- Rassentheorien im 19. und 20. Jahrhundert. (Freiburg (Breisgau), Univ., Mag.-Arb., 1995).
- Die Tyrannei der Gene. Wie die Gentechnik unser Denken verändert. Blessing, München 1999, ISBN 3-89667-066-2.
- mit Martin Halter, Rudolf Walther: Letztes Lexikon: mit einem Essay zur Epoche der Enzyklopädien (= Die Andere Bibliothek, Band 208), Eichborn, Frankfurt am Main 2002, ISBN 3-8218-4512-0.
- Was hab ich bloß? Die besten Krankheiten der Welt, Droemer, München 2003, ISBN 978-3-426-27244-2.
- Lexikon der Medizin-Irrtümer: Halbwahrheiten, Vorurteile, fragwürdige Behandlungen.  Eichborn, Frankfurt am Main 2004.
- Das neue Lexikon der Medizin-Irrtümer: Noch mehr Vorurteile, Halbwahrheiten, fragwürdige Behandlungen. Eichborn, Frankfurt am Main 2006.
- Das Ärztehasser-Buch. Ein Insider packt aus. Knaur, München 2007.
- Sprechstunde – Woran die Medizin krankt, was Patienten wollen, wie man einen guten Arzt erkennt. Knaur, München 2008.
- Auf Kosten der Patienten. Wie das Krankenhaus uns krank macht. Eichborn, Frankfurt am Main 2008.
- Vorsicht Vorsorge! Wenn Prävention nutzlos oder gefährlich wird. Suhrkamp, Frankfurt am Main 2008.
- Medizin und Wahnsinn. Geschichten vom gelben Sofa. Droemer, München 2009.
- Körperglück. Wie gute Gefühle gesund machen. Droemer, München 2010.
- Glücksmedizin – was wirklich wirkt. Droemer, München 2011.
- Heillose Zustände. Warum die Medizin die Menschen krank und das Land arm macht. Droemer, München 2012.
- Was Paare zusammenhält. Warum man sich riechen können muss und Sex überschätzt wird. Knaur, München 2013.
- Glückliche Kinder. Was sie stark und gesund macht. Droemer, München 2013, ISBN 978-3-426-27583-2.
- Das sieht aber gar nicht gut aus. Was wir von Ärzten nie wieder hören wollen. Pantheon, München 2013, ISBN 978-3-570-55232-2.
- Es reicht! Schluss mit den falschen Vorschriften. Eine Polemik. Weissbooks.w, Frankfurt am Main 2014, ISBN 978-3-86337-064-0.
- Wie Berührung hilft. Warum Frauen Wärmflaschen lieben und Männer mehr Tee trinken sollten. Knaur, München 2014, ISBN 978-3-426-78718-2.
- Empathie: Die Macht des Mitgefühls – Weshalb einfühlsame Menschen gesund und glücklich sind. Droemer, München 2015, ISBN 978-3-426-27651-8.
- Der Terror der Gesundesser: Schluss mit den falschen Ernährungsvorschriften. Goldmann, München 2015, ISBN 978-3-442-22121-9.
- Fühl! Dich! Wohl! 333 Rezepte für ein langes und gesundes Leben. Droemer, München 2016, ISBN 978-3-426-27681-5.
- Verletzt, verkorkst, verheizt. Wie Sportvereine und Trainer unsere Kinder kaputtmachen. Droemer, München 2016, ISBN 978-3-426-27708-9.
- Partnerglück – wie eine gesunde und dauerhafte Beziehung gelingt. Insel Verlag 2017, ISBN 978-3-458-17676-3.
- Frauensprechstunde – was uns hilft, was uns gesund macht. (mit Silke Bartens), Droemer, München 2018, ISBN 978-3-426-27625-9
- Emotionale Gewalt. Was uns wirklich weh tut: Kränkung, Demütigung, Liebesentzug und wie wir uns dagegen schützen. Rowohlt, Berlin 2018, ISBN 978-3-7371-0028-1.
- Lob der langen Liebe. Wie sie gelingt und warum sie unersetzbar ist. Rowohlt, Berlin 2020, ISBN 978-3-7371-0080-9.
- Körperzeiten: Wie wir im richtigen Moment das Richtige tun und besser lernen, lieben und leben. Droemer, München 2021. ISBN 978-3-426-27682-2
- Ist das Medizin – oder kann das weg?: Welche Therapiemethoden wirklich helfen und worauf wir verzichten sollten. GU, München 2021. ISBN 978-3-8338-7610-3
- Gesundheitsrisiko weiblich – warum Frauen von der Medizin falsch verstanden und schlechter behandelt werden. Heyne, München 2022, ISBN 978-3-453-21838-3
- Leib und Seele: Eine Reise durch die Geschichte der Medizin. Rowohlt Berlin. Berlin 2025. ISBN 978-3-7371-0179-0